# Ewangelicki Kościół Czeskobraterski
Ewangelicki Kościół Czeskobraterski (cz. Českobratrská církev evangelická, ČCE) – protestancki kościół unijny w Czechach nawiązujący tradycją do doktryny braci czeskich. Na koniec 2018 roku Kościół liczył 69 715 wiernych w 251 zborach w 14 senioratach oraz 215 duchownych (154 mężczyzn oraz 61 kobiet).

## Charakterystyka
Jego geneza sięga XVIII wieku. W 1781 cesarz Józef II wydał w monarchii habsburskiej Patent tolerancyjny dla innowierców. Nie obejmował on jednak swoim obowiązywaniem kościołów tradycji husyckiej, w tym braci czeskich. Wierni tego wyznania, nie mając możliwości ujawnienia się, przystąpili do kościołów konfesji ewangelicko-reformowanej i ewangelicko-augsburskiej (zob. Kościół ewangelicki w Austrii w latach 1781–1918). Na terenie Czech powstały 52 zbory kalwińskie i 20 zborów luterańskich, w których większość stanowili byli husyci. Istniejąc w takiej strukturze dążyli oni jednak do stworzenia własnej wspólnoty. Pierwsza próba ich zjednoczenia miała miejsce w 1848 roku. Dopiero zakończenie I wojny światowej i rozpad monarchii Austro-Węgier stworzyły realne podstawy do realizacji tego zamierzenia. W grudniu 1918 zbory luterańskie i kalwińskie, uważające się za spadkobierców husytyzmu, połączyły się, tworząc Ewangelicki Kościół Czeskobraterski. W chwili powstania obejmował ok. 120 tys. ewangelików reformowanych i 30 tys. luteran. Pod koniec lat 20. XX wieku liczył ok. 150 000 wyznawców.
Ewangelicki Kościół Czeskobraterski jest zorganizowany na trzech płaszczyznach. Zgromadzeniem wszystkich wiernych jest sobór. Reprezentacją wiernych jest synod, złożony na wzór parlamentu z wybieralnych posłów. Kościół dzieli się na 14 diecezji (senioratów) i 264 zbory (parafie). Na czele kościoła jako jego reprezentant stoi Rada Synodalna złożona z 6 osób (3 osób świeckich i 3 osób duchownych).
Aktualnie Ewangelicki Kościół Czeskobraterski jest drugim pod względem liczebności kościołem chrześcijańskim w Czechach. Liczba jego wiernych przekracza 75 tys. Należy do Światowego Aliansu Kościołów Reformowanych i do Światowej Federacji Luterańskiej.

## Senioraty
Kościół podzielony jest na 14 senioratów obejmujących 254 zbory:
- Seniorat praski (31 zborów)
- Seniorat podiebradzki (22 zbory)
- Seniorat południowoczeski (7 zborów)
- Seniorat zachodnioczeski (23 zbory)
- Seniorat ustecki (15 zborów)
- Seniorat liberecki (9 zborów)
- Seniorat kralowohradecki (16 zborów)
- Seniorat chrudimski (25 zborów)
- Seniorat policki (9 zborów)
- Seniorat horacki (16 zborów)
- Seniorat brneński (23 zbory)
- Seniorat wschodniomorawski (27 zborów)
- Seniorat morawskośląski (26 zborów)
- Seniorat ochranowski (nie tworzy ziemskiego obwodu, łączy byłe zbory Jednoty Braci Czeskich, które wstąpiły do EKC; obecnie 9 zborów)

## Znani członkowie, duchowni
- Jan Karafiát
- Jan Jelínek
- Slavomil Ctibor Daněk
- Milan Balabán
- Wiera Jelinek
- Mirosław Jelinek